# Vietnamská demokratická republika
Vietnamská demokratická republika či Demokratická republika Vietnam (vietnamsky Việt Nam Dân Chủ Cộng Hòa), obvykle označovaná jako Severní Vietnam, byl komunisty ovládaný stát v severní části Vietnamu v severní polovině moderního Vietnamu, zahrnující Tonkin a severní polovinu Annamu. Hlavním městem státu byla Hanoj. Nezávislost byla vyhlášena Ho Či Minem 2. září 1945. Severní Vietnam zanikl 2. července 1976 po vítězné vietnamské válce a dobytí Jižního Vietnamu tím, že se oba vietnamské státy sjednotily a vytvořily jednotnou Socialistickou republiku Vietnam v letech 1975 až 1976.

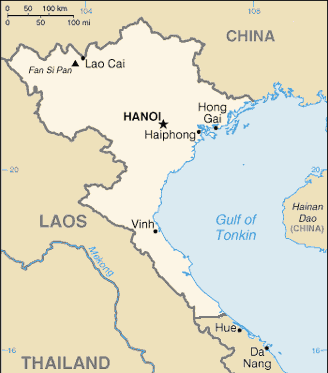
Mapa Severního Vietnamu